# Alonso Téllez Girón y Gallina
Alonso Téllez Girón y Gallina fue un noble español, señor de Frechoso. Hijo de Juan Alonso Girón y de Urraca Gallina.
Fue padre de Teresa Téllez Girón, señora de Frechoso, abuela de Pedro Girón, de quien descienden los duques de Osuna y hermano de Pedro Alonso Girón y de María Girón.
Nació y vivió en Portugal hasta el cese del reinado de Enrique II de Castilla.